# Stora Möflo
Stora Möflo är en sjö i Varbergs kommun i Halland och ingår i Himleåns huvudavrinningsområde.